# Dama de Auxerre
La Dama de Auxerre, también conocida como Kore de Auxerre es una escultura griega realizada en piedra caliza, de pequeño tamaño (75 cm de altura), que originalmente estaba pintada, perteneciente al periodo arcaico. Se encuentra en el Museo del Louvre, en París. 
La obra data del siglo VII a. C., cuando Grecia estaba saliendo de la que se ha venido en llamar Edad Oscura. Se ha establecido que se trata de una estatua cretense que pertenece al denominado estilo dedálico. 
La identidad de la representada es dudosa: se ha propuesto que se trataría de una divinidad, por cierta analogía con figuras de terracota que representan diosas orientales, pero también se ha sugerido que se trataría de la mujer que habría sido oferente en actitud de oración o de una sirvienta de un culto de fecundidad.
Las circunstancias de la presencia de la estatua en Francia son oscuras: es muy probable que la estatua hubiera sido hallada en Eleuterna en el siglo XIX, debido a la similitud con diverso material arqueológico hallado en una necrópolis de esa antigua ciudad. Se conoce el dato de que la estatua fue adquirida en 1895 por el conserje del teatro de Auxerre y, tras haber servido como decoración de opereta, pasó al museo de Auxerre, donde fue hallada en 1907 por un empleado del Museo del Louvre. En 1909 pasó al Museo del Louvre tras ser intercambiada por una pintura de Henri Harpignies.

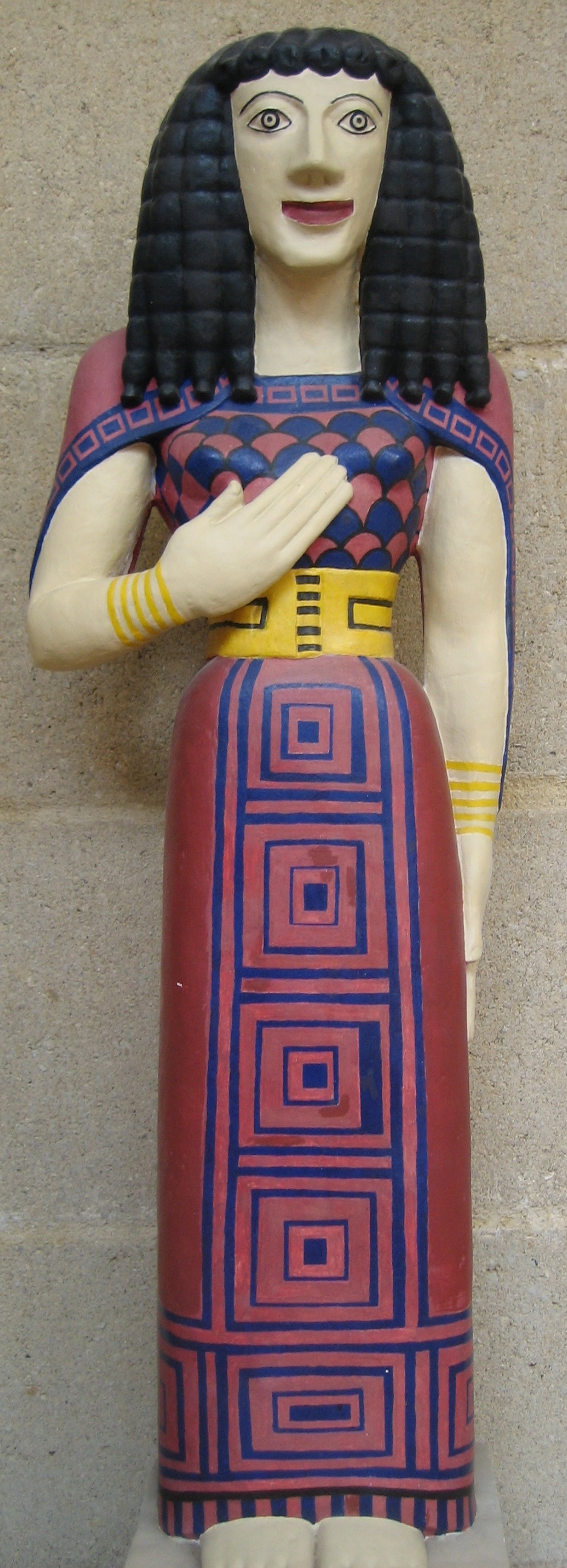
Copia de la escultura original, con la posible policromía original, según interpretación de la Universidad de Cambridge.